# Gelug

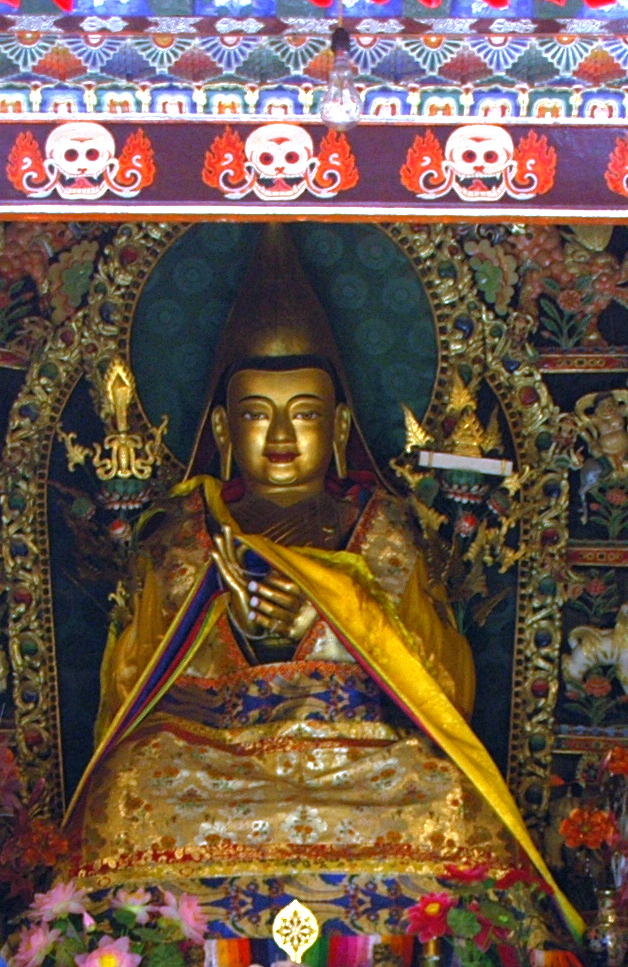
Staty av gelugs grundare Tsongkhapa i Kumbumklostret.

Gelug, även känd som den Gula hatt-sekten är den inriktning som kom att bli den mest inflytelserika i den tibetanska buddhismen. Kadam var en inriktning av tibetansk buddhism som splittrades under slutet på 1300-talet, men som senare slogs ihop för att bilda gelug. Den som grundade gelug var Tsongkhapa (1357-1419)
Skolans namn betyder "dygdig förebild" på tibetanska (དགེ་ལུགས་པ; Wylie: dge lugs pa).
Skolan är bland annat känd för en stark fokus på akademiska studier inom buddhism. De munkar som studerat många år i ett gelugkloster och avklarat alla krav som ställs på dem, får den ärorika titeln geshe.

## Grundande
Tsongkhapa, som grundade gelug, skrev en stor mängd texter på buddhismen, och grundade även Gandenklostret i Tibet år 1409. Läroplanen består av fem huvudgrenar; perfektionen av visdom, medelvägens filosofi, giltig kognition, fenomenologi- och klosterdisciplin. Dessa fem ämnen studeras med dialektisk metod på indiska texter. 
På grund av sin huvudbonad kallas munkarna för ”gulmössor”.
Under 1300-talet blev föreställningen att ordnarnas högsta lamor reinkarnerades vanligare. Laman förutsäger sin kommande reinkarnation och när han sedan dör inleds sökandet efter hans nya inkarnation. Traditionen säger att det går 49 dagar från det att en ledare dör till hans efterföljare fötts. Efter att sökandet inletts kan det kan ta flera år innan barnet identifierats.

## Lära
Gelug är känt för att ha tolkat om många buddhistiska koncept, samt för att använda sig av många olika tekniker som är vanliga inom andra tibetanska inriktningar. Bland annat är mahamudra och naropas sex yogatyper vanliga, som är karaktäristiska utövningsformer för inriktningen kagyu. Även dzogchen är vanligt inom gelug - en karaktäristisk lära för inriktningen nyingma.
Gelug använder sig av en lära som kallas lamrim, som innebär att vägen till upplysning delas in i olika steg. Varje steg behöver avklaras för att påbörja nästa, och det första steget börjar med en förutsättning av att utövaren saknar dygd och förståelse, vilket gör att nybörjaren enbart är lämpad för vissa enklare former av utövande. De olika nivåerna innehåller en kombination av tantriska och icke-tantriska utövningsformer. 

## Dalai Lama
Sonam Gyatso från Gelugskolan introducerade på 1500-talet buddhismen i Mongoliet. 1578 fick han titeln Dalai Lama av den mongoliske khanen Altan Khan. Dalai betyder "hav av visdom". Han betraktades som en reinkarnation av en tidigare ledare för traditionen. Senare kom efterträdarna att betraktas som manifestationer av bodhisattvan Avalokiteshvara.
Den officiella ledaren för gelug är abboten för Gandenklostret, men allt eftersom de olika Dalai Lamorna fick ökat inflytande är de numera de facto ledare för gelug. 
Nuvarande Dalai Lama, Tenzin Gyatso född 1935, är den fjortonde ledaren. Fram till kinesernas maktövertagande var han Tibets andlige och världslige ledare. Han tvingades 1959 att fly från sitt residens i Potalapalatset i Lhasa till Indien. Ett religiöst centrum har upprättats i Dharamsala samt den Centrala tibetanska administrationen. Därifrån har Dalai Lama lett de tibetanska buddhisternas icke-vålds-motstånd mot Kina. 1989 utsågs Dalai Lama till mottagare av Nobels fredspris.

## Utbredning
Gelugskolan är den dominerande skolan inom den tibetanska buddhismen i centrala Tibet (Ü-Tsang) och den upprätthåller sju viktiga kloster i centrala Tibet och närområden: Gandenklostret, Seraklostret, Drepungklostret, Trashilhümpo, Kumbumklostret och Labrangklostret. De tre förstnämnda räknas till de "tre stora" klostren (densa sum) inom gelug och hade en viktig politisk funktion i Tibet före 1959.